# ابونصر سراج
ابونصر عبدالله بن علی بن محمد بن یحیی سرّاج طوسی از صوفیان قرن چهارم هجری است.

## زندگی
دربارهٔ زندگی او اطلاع زیادی در دست نیست. از قدیمی‌ترین اطلاعاتی که دربارهٔ وی وجود دارد حکایتی است که هجویری دربارهٔ مشی زاهدانه اش نقل کرده‌است:
«معروف است از شیخ ابونصر سرّاج طاووس الفقرا صاحب لمع که وی ماه رمضان به بغداد رسید. اندر مسجد شونیزیه وی را خانه‌ای به خلوت بدادند و امامی درویشان بدو تسلیم کردند. وی تا عید اصحابنا را امامی کرد و اندر تراویح پنج ختم بکرد. هرشب خادم قرصی بدان در خانه وی اندر دادی. چون روز عید بود وی برفت، خادم نگاه کرد هر سی قرص به جای بود.»
از این حکایت و معدود اطلاعاتی که در پاره ای از تذکره‌های عرفانی مانند تذکرة الاولیاء و نفحات الانس وجود دارد معلوم می‌شود که در میان صوفیه وی به طاووس الفقرا شهرت داشته‌است. سال درگذشت او را ۳۷۸ هجری قمری نوشته‌اند.

## استادان
استادان او را چنین معرفی کرده‌اند:
ابومحمد مرتعش، جعفر خلدی، ابوبکر محمدبن داودالدقی، احمدبن محمدالسایح
چنان‌که از مطالب اللمع بر می‌آید، وی با صوفیان متعددی در بصره، بغداد، دمشق، رام‌الله، انطاکیه، طرابلس، قاهره، دمیاط، بسطام، شوشتر و تبریز دیدار کرده‌است.

## اللمع
هرچند زندگی و احوال ابونصر سرّاج شناخته نیست، اثر خطیر و مهم او به نام «اللمع» در میان عُرَفا معروف و پرآوازه است. این کتاب از مهمترین منابع عرفانی قرن چهارم هجری و در واقع در زمره نخستین تألیفات عرفانی است که در آن اقوال و احوال و منازل سیر و سلوک و دیگر موضوعات صوفیانه به‌طور منسجم و جهت دار تدوین شده‌است. از این رو، این کتاب برای تعلیم و تشریح مبانی و اصول تصوف به کار می‌رفته و برای آثاری که بعد از آن در تصوف تألیف و تصنیف شده‌است از مهم‌ترین منابع به‌شمار می‌آمده‌است.
این اثر عرفانی به چهارده بخش اصلی تحت عنوان کتاب تقسیم شده‌است. این بخش‌ها عبارتند از:
*کتاب اول: مقدمات
*کتاب دوم: احوال و مقامات
*کتاب سوم: دربارهٔ برداشتهای صوفیان از قرآن و پیروی از آن
*کتاب چهارم: در باب اسوه بودن پیامبر و اقتدا به او
*کتاب پنجم: مستنبطات
*کتاب ششم: صحابه پیامبر
*کتاب هفتم: آداب صوفیان
*کتاب هشتم: دربارهٔ مسائل و اختلاف سخنان اهل تصوف در پاسخ‌های آنان
*کتاب نهم: مکاتبات و خطبه‌ها و اشعار و دعاها و رسائل صوفیان
*کتاب دهم: سماع
*کتاب یازدهم: وجد
*کتاب دوازدهم: اثبات نشانه‌ها و کرامات صوفیان
*کتاب سیزدهم: در بیان مشکلات
*کتاب چهاردهم: در تفسیر شطحیّات و سخنانی که ظاهرشان زشت و نادرست می‌آید، اما در باطن درست و صحیح اند.
از این کتاب چند تصحیح در دست است؛ از جمله تصحیح رینولد نیکلسون که در سال ۱۹۱۴ به چاپ رسید و تصحیح مشترک عبدالحلیم محمود و طه عبدالباقی سرور که دارالکتب الحدیثه مصر و مکتبة المثنی بغداد در سال ۱۹۶۰ م آن را به چاپ رساندند.
اللمع به فارسی نیز ترجمه شده‌است.